# Clase Casablanca
La clase Casablanca de la Armada de los Estados Unidos consistió en cincuenta portaaviones de escolta construidos durante la II Guerra Mundial. Del total, cinco unidades fueron perdidas en combate.

## Características
Portaaviones de 10 000 t de desplazamiento, 156 m de eslora, 19 m de manga y 7 m de calado; propulsión de 2 turbinas de vapor (potencia 9000 shp, velocidad 19 nudos); capacidad para 27 aeronaves; y como defensa 1 cañón de 127 mm, 8 cañones de 40 mm y 12 cañones de 20 mm.

## Unidades
Unidades de la clase Casablanca:
- USS Casablanca (CVE-55)
- USS Liscome Bay (CVE-56)
- USS Anzio (CVE-57)
- USS Corregidor (CVE-58)
- USS Mission Bay (CVE-59)
- USS Guadalcanal (CVE-60)
- USS Manila Bay (CVE-61)
- USS Natoma Bay (CVE-62)
- USS St. Lo (CVE-63)
- USS Tripoli (CVE-64)
- USS Wake Island (CVE-65)
- USS White Plains (CVE-66)
- USS Solomons (CVE-67)
- USS Kalinin Bay (CVE-68)
- USS Kasaan Bay (CVE-69)
- USS Fanshaw Bay (CVE-70)
- USS Kitkun Bay (CVE-71)
- USS Tulagi (CVE-72)
- USS Gambier Bay (CVE-73)
- USS Nehenta Bay (CVE-74)
- USS Hoggatt Bay (CVE-75)
- USS Kadashan Bay (CVE-76)
- USS Marcus Island (CVE-77)
- USS Savo Island (CVE-78)
- USS Ommaney Bay (CVE-79)
- USS Petrof Bay (CVE-80)
- USS Rudyerd Bay (CVE-81)
- USS Saginaw Bay (CVE-82)
- USS Sargent Bay (CVE-83)
- USS Shamrock Bay (CVE-84)
- USS Shipley Bay (CVE-85)
- USS Sitkoh Bay (CVE-86)
- USS Steamer Bay (CVE-87)
- USS Cape Esperance (CVE-88)
- USS Takanis Bay (CVE-89)
- USS Thetis Bay (CVE-90)
- USS Makassar Strait (CVE-91)
- USS Windham Bay (CVE-92)
- USS Makin Island (CVE-93)
- USS Lunga Point (CVE-94)
- USS Bismarck Sea (CVE-95)
- USS Salamaua (CVE-96)
- USS Hollandia (CVE-97)
- USS Kwajalein (CVE-98)
- USS Admiralty Islands (CVE-99)
- USS Bougainville (CVE-100)
- USS Matanikau (CVE-101)
- USS Attu (CVE-102)
- USS Roi (CVE-103)
- USS Munda (CVE-104)